# 小行星6050
小行星6050（英語：6050 Miwablock）是一颗围绕太阳公转的小行星。1992年1月10日，太空监视在基特峰发现了此天体。
这颗小行星的绝对星等为284.708052063768等。